# Julia Vial
Julia Beatriz Vial Cuevas (Santiago, 24 de junio de 1977) es una periodista y presentadora de televisión chilena.

## Primeros años
Es hija de Patricio Vial (ya fallecido) y la menor de siete hermanos y tiene veintidós sobrinos. Estudió y egresó del colegio Villa María Academy. Estuvo casada con Leopoldo Muñoz, con quien tiene dos hijos: Julita y Leopoldo. Estudió periodismo en la Universidad Diego Portales. Además, es tía de la también periodista Florencia Vial.

## Vida laboral
Se inició trabajando en medios de prensa escrita y como panelista de SQP. Julia Vial se destacó al asumir la conducción del programa de actualidad Pantalla abierta, junto a Cristián Sánchez, tras la salida de Constanza Santa María, donde ya era comentarista de espectáculos.
En 2006 emigró a La Red para hacerse cargo del entonces nuevo programa de la estación Intrusos, en donde se mantuvo por siete años.
Desde 2013, es la conductora del matinal de La Red Mañaneros, posteriormente llamado Hola Chile.
En abril de 2023, y tras 17 años de trabajo en La Red, anunció su salida del canal.

## Programas de televisión
| Año       | Programa                                                  | Rol                          | Canal       |
| --------- | --------------------------------------------------------- | ---------------------------- | ----------- |
| 2001      | SQP                                                       | Panelista                    | Chilevisión |
| 2001-2003 | Pantalla abierta                                          | Presentadora                 | Canal 13    |
| 2003      | XLIV Festival Internacional de la Canción de Viña del Mar | Conductora backstage         | Canal 13    |
| 2004      | La movida del festival                                    | Comentarista                 | Canal 13    |
| 2005      | En boca de todos                                          | Comentarista                 | Canal 13    |
| 2006-2012 | Intrusos                                                  | Conductora                   | La Red      |
| 2017      | Teletón Chile                                             | Telefonista                  | ANATEL      |
| 2009-2010 | Intrusos prime                                            | Conductora                   | La Red      |
| 2009      | Latin American Idol                                       | Conductora (solo para Chile) | La Red      |
| 2010      | Teletón Chile                                             | Telefonista                  | ANATEL      |
| 2011      | Así somos                                                 | Conductora suplente          | La Red      |
| 2011      | Teletón Chile                                             | Telefonista                  | ANATEL      |
| 2012      | Teletón Chile                                             | Presentadora                 | ANATEL      |
| 2013-2016 | Mañaneros                                                 | Conductora                   | La Red      |
| 2014-2023 | Mentiras verdaderas                                       | Conductora suplente          | La Red      |
| 2016-2023 | Hola Chile                                                | Conductora                   | La Red      |
| 2023-2024 | Sígueme                                                   | Conductora                   | TV+         |